# Konstantin Somov

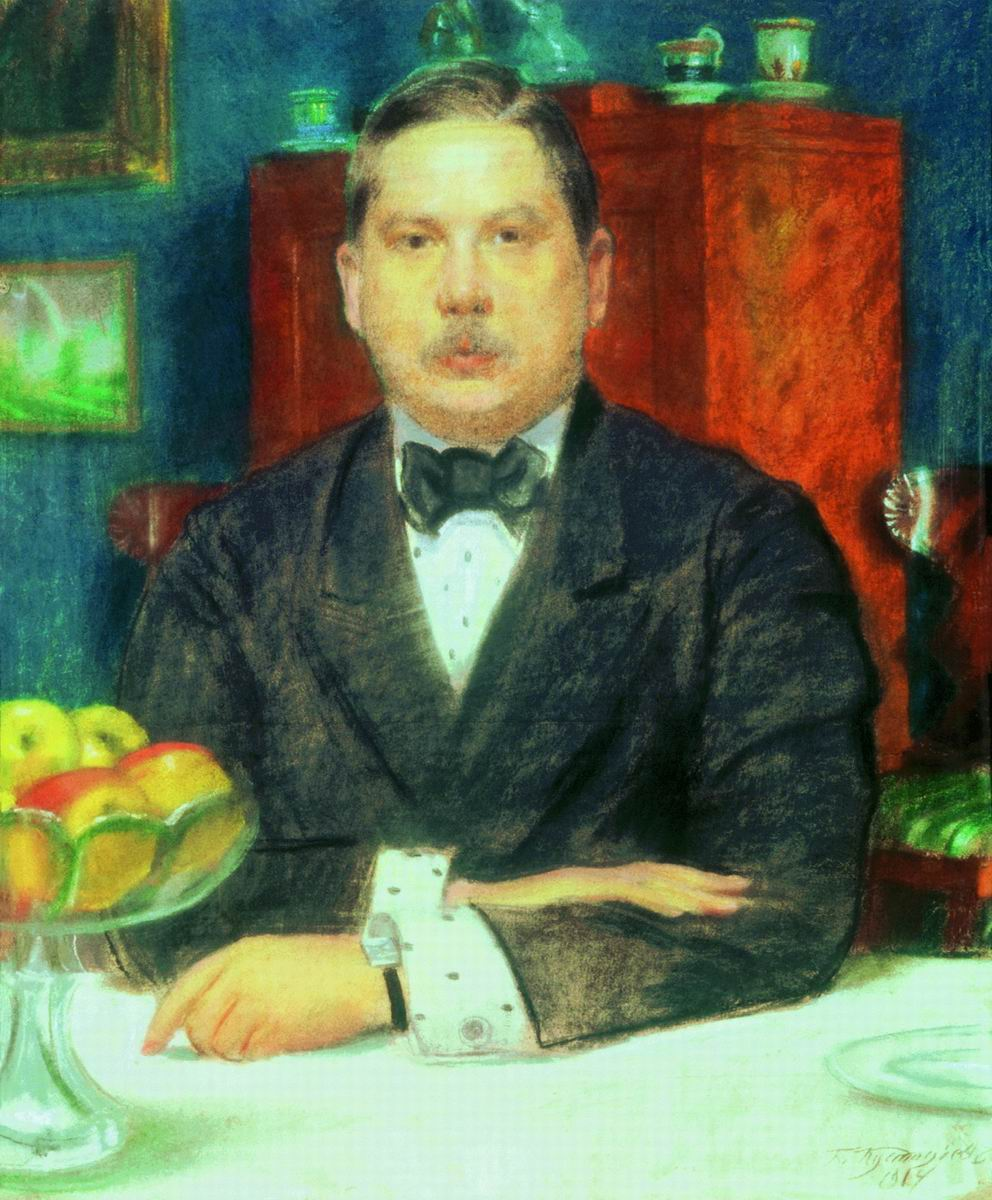
Konstantin Somov, door Boris Koestodiev

Konstantin Andrejevitsj Somov (Russisch: Константин Андреевич Сомов) (Sint-Petersburg, 30 november 1869 – Parijs, 6 mei 1939) was een Russisch kunstschilder en graficus.

## Leven en werk
Somov studeerde als zoon van een kunstwetenschapper aan de Peterburgse Kunstacademie, onder meer bij Ilja Repin. In 1898 vervolmaakte hij zijn studie in Parijs.
Na zijn terugkomst in Sint-Petersburg, in 1899, raakte de homoseksuele Somov bevriend met onder anderen Sergej Djagilev, Aleksandr Benois en Léon Bakst. Samen richtten ze de vereniging Mir Iskoesstva (Russisch: Мир Искусства, Kunstwereld) op en Somov droeg geregeld bij aan hun gelijknamige tijdschrift.
Somov wordt wel tot de symbolisten gerekend, hoewel zeker niet al zijn werk onder die noemer geschaard kan worden. Geïnspireerd door Jean Antoine Watteau en Jean-Honoré Fragonard gebruikte Somov veelvuldig waterverftechnieken en gouache. Ook illustreerde hij veel boeken, vaak in een rococo-achtige stijl.
In 1913 werd Somov lid van de Petersburgse Kunstakademie. In 1918 werd hij professor aan de Peterburgse Staatshogeschool voor de Kunst. Na de Russische Revolutie emigreerde hij naar de Verenigde Staten, voelde zich daar echter niet thuis en verhuisde snel naar Parijs. Daar overleed hij in 1939 en werd hij begraven op het kerkhof Sainte-Geneviève-des-Bois.
In 2007 bracht zijn schilderij De regenboog bij een veiling van Christie's 33 miljoen pond op. Ook zijn schilderijen Russische pastorale wisselde in dezelfde periode voor een miljoenenbedrag van eigenaar.

## Galerij

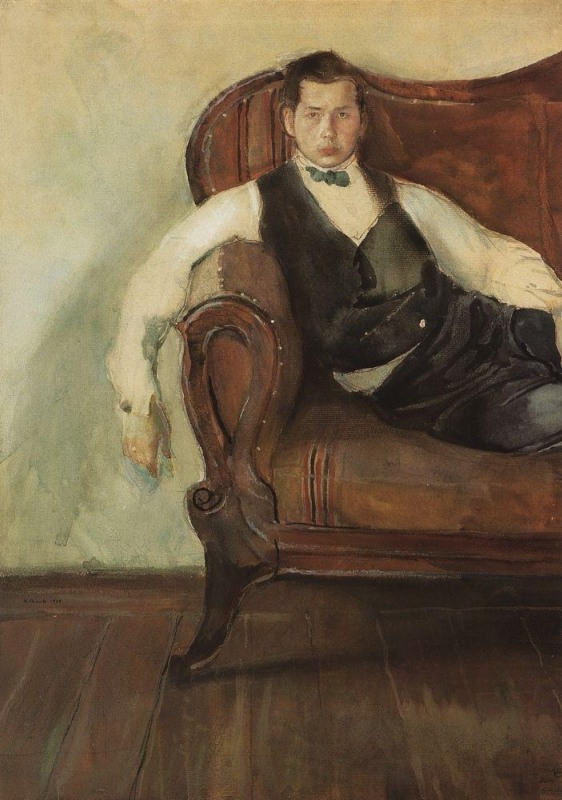
Zelfportret van Somov 1898
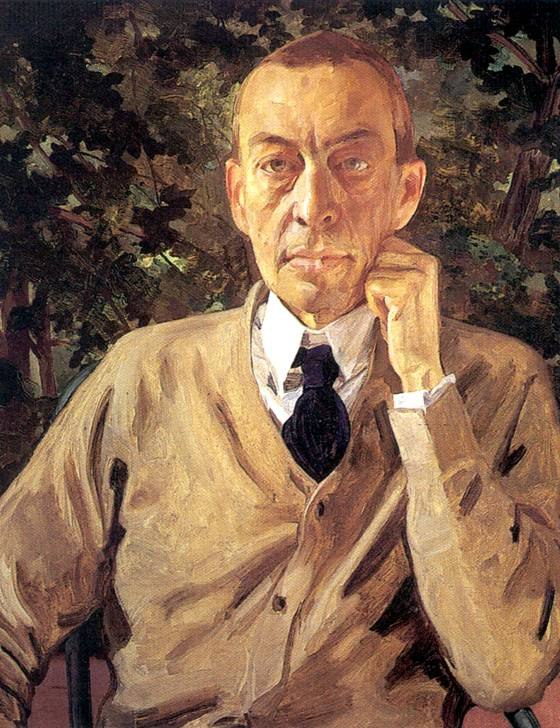
Sergej Rachmaninov (1925)
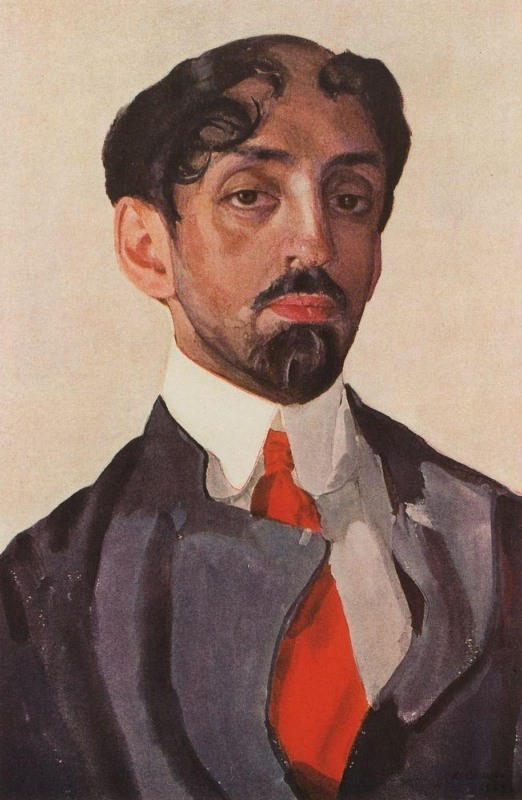
Michail Koezmin (1909)
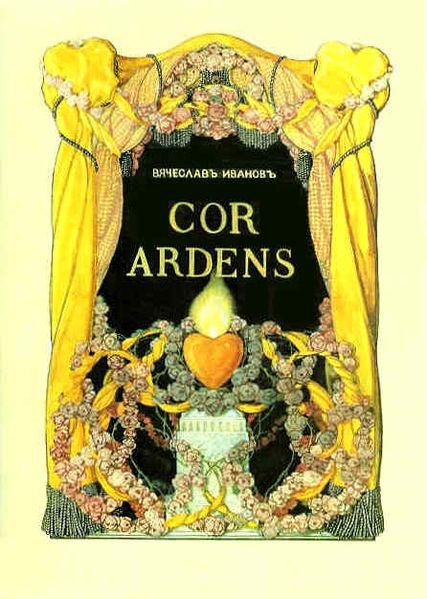
Vjatsjeslav Ivanovs Cor Ardens (1907)
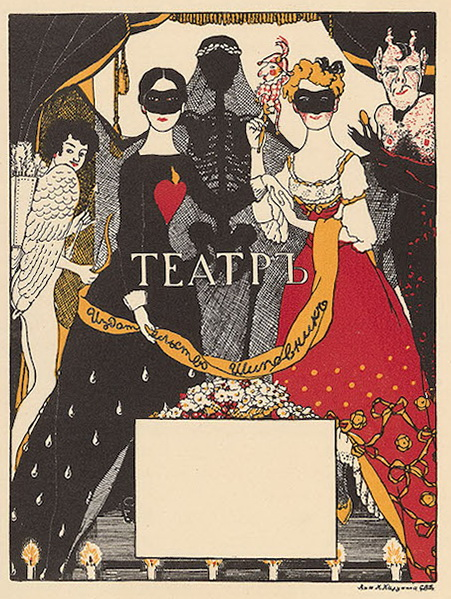
Alexander Bloks Theater (1909)
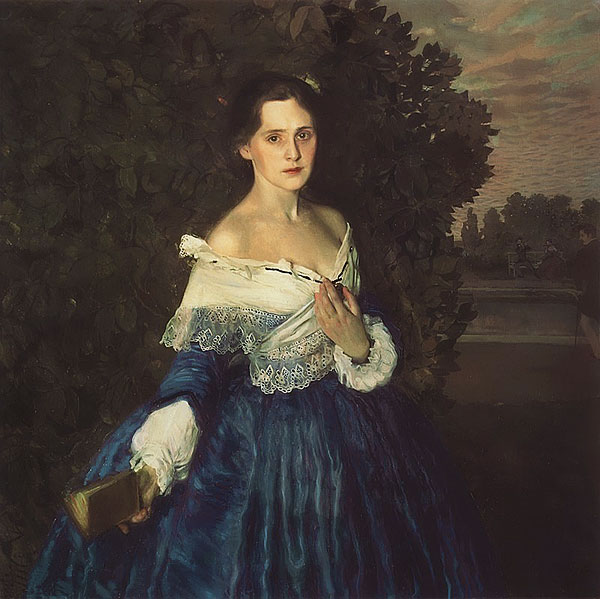
Lady in bleu, 1897
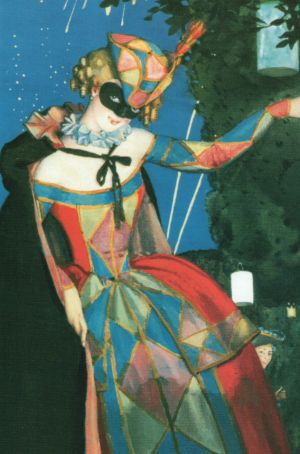
Colombine (1914)
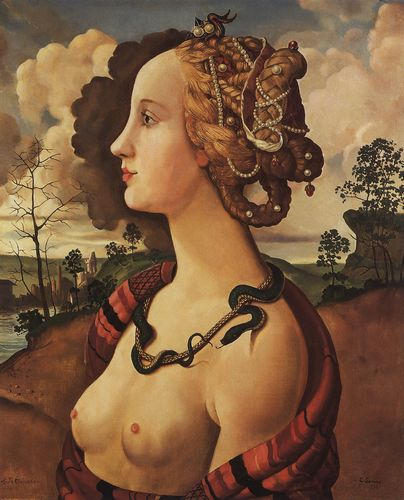
Simonetta Vespucci (1939)
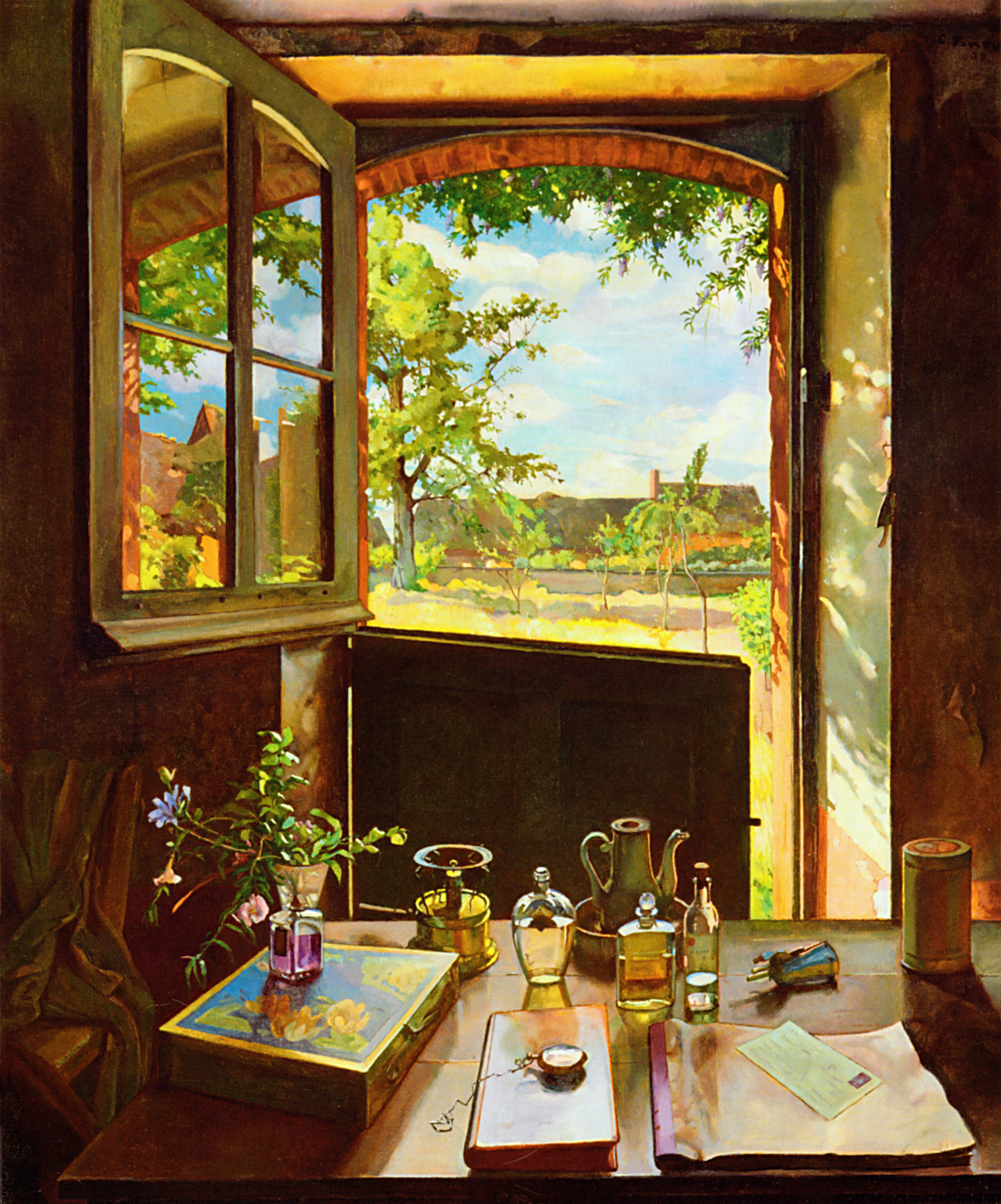
Open tuindeur
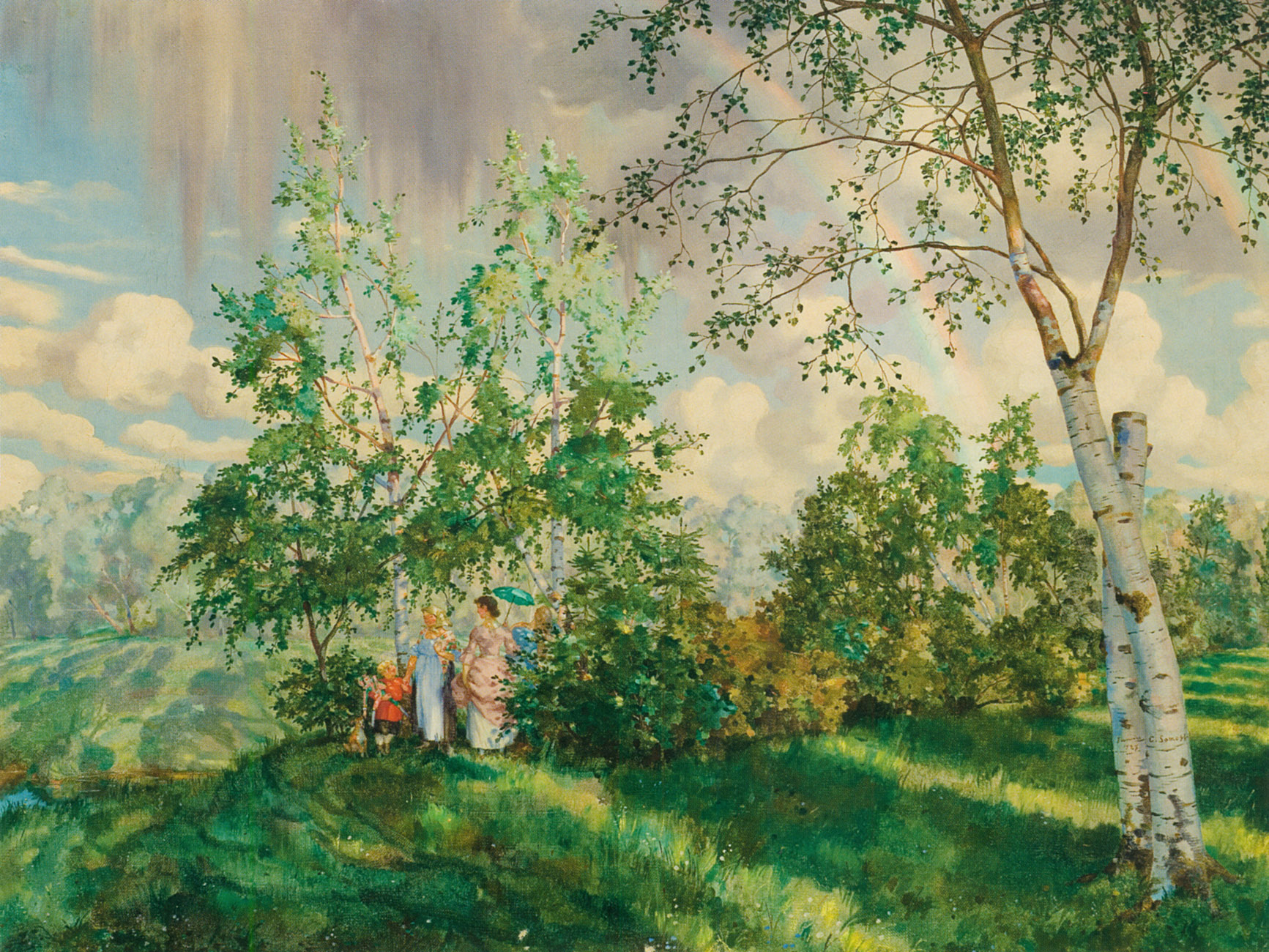
De regenboog (1927)

## Noot
1. ↑  Zie: Ryan, Judith; Thomas, Alfred (2003), Cultures of Forgery: Making Nations, Making Selves, Routledge, ISBN 0415968321

- Bibliothèque nationale de France: cb14966426r (data)
- Gemeinsame Normdatei: 12895826X
- International Standard Name Identifier: 0000 0001 0980 1056
- Library of Congress Control Number: n81117211
- Nationale Bibliotheek van Letland: 000298267
- MusicBrainz: 551e252e-6b2c-4eec-bd4e-d44e6f14f816
- Nationale Bibliotheek van Tsjechië: jx20060718005
- Nationale Bibliotheek van Israël: 987007447095705171
- Nederlandse Thesaurus van Auteursnamen: 133289664
- RKD-Nederlands Instituut voor Kunstgeschiedenis: 73895
- Russische Staatsbibliotheek: 000025006
- LIBRIS: 237641
- SNAC: w65j11q3
- Système universitaire de documentation: 10308388X
- Union List of Artist Names: 500031589
- Virtual International Authority File: 64278040
- WorldCat: E39PBJc7Q7T38QpBm8d6DWc773